# Joe Morrell
Pour les articles homonymes, voir Morrell.
Joseff John Morrell, né le 3 janvier 1997 à Ipswich, est un footballeur international gallois. Il joue au poste de milieu de terrain pour le club de Portsmouth FC.

## Biographie

### En club
En décembre 2012, il rejoint le club de Bristol City. Le 8 octobre 2013, il fait ses débuts pour le club lors d'un match contre Wycombe Wanderers. Mais, n'arrivant pas à s'imposer au sein du club, il est prêté à d'autres clubs de niveaux inférieurs.
Le 15 octobre 2020, il rejoint Luton Town.
Le 9 août 2021, il rejoint Portsmouth FC.

### En équipe nationale
Il officie à plusieurs reprises comme capitaine de la sélection des moins de 17 ans, puis de celle des moins de 19 ans.
Avec les espoirs, il inscrit un but contre la Suisse, le 16 octobre 2018. Ce match gagné 3-1 rentre dans le cadre des éliminatoires de l'Euro espoirs 2019.
Le 6 septembre 2019, il figure pour la première fois sur le banc des remplaçants de l'équipe nationale A, mais sans entrer en jeu, lors d'une rencontre face à l'Azerbaïdjan. Ce match gagné 2-1 rentre dans le cadre des éliminatoires de l'Euro 2020. Il reçoit finalement sa première sélection officielle trois jours plus tard, en amical contre la Biélorussie (victoire 1-0).
Le 9 novembre 2022, il est sélectionné par Rob Page pour participer à la Coupe du monde 2022.

## Palmarès

### En club
| Portsmouth FC (1)                                                    |
| - Championnat d'Angleterre de troisième division : - Champion : 2024 |